# سفارة تركيا في المجر
سفارة تركيا في المجر هي أرفع تمثيل دبلوماسي لدولة تركيا لدى المجر. تقع السفارة في بودابست وهي تهدف لتعزيز المصالح التركية في المجر.

## وصلات خارجية
- قائمة سفارات تركيا
- قائمة السفارات في المجر